# Joyce King
Joyce King, född 1 september 1920 i Sydney, död 10 juni 2001, var en australisk friidrottare.
King blev olympisk silvermedaljör på 4 x 100 meter vid sommarspelen 1948 i London.